# Город-герой Украины

Ирпень — город-герой

Город-герой Украины (укр. Місто-герой України) — почётное звание, учреждённое 6 марта 2022 года президентом Украины Владимиром Зеленским для городов, особо отличившихся в оказании отпора вторжению России на Украину.
В Указе Президента № 111/2022 отмечается, что цель этого решения — почтить «подвиг, массовый героизм и стойкость граждан, проявленные в защите своих городов во время отпора вооружённой агрессии Российской Федерации против Украины». Комментируя это решение, Зеленский отметил, что новое звание напоминает о прежнем звании города-героя, учреждённом в СССР и присваивавшемся за отличия в Великой Отечественной войне: тогдашние города-герои, по словам Зеленского, выстояли перед «другим нашествием, но очень похожим нашествием. Другим вторжением, но не менее жестоким вторжением».

## Список
Первыми населёнными пунктами, удостоенными этого звания, 6 марта 2022 года стали:
- Харьков (см. Бои за Харьков)
- Чернигов (см. Бои за Чернигов)
- Мариуполь (см. Бои за Мариуполь)
- Херсон (см. Бои за Херсон)
- Гостомель[5] (см. Бои за аэропорт Антонов)
- Волноваха (см. Бои за Волноваху)

24 марта 2022 года звание «Город-герой Украины» было присвоено ещё четырём городам:
- Буча (см. Бои за Бучу)
- Ирпень (см. Бои за Ирпень)
- Николаев (см. Бои за Николаев)
- Ахтырка (см. Бои за Ахтырку)

В апреле 2022 года в Киеве, рядом с Памятником советским танкистам — освободителям Киева, появилась аллея со стендами, посвящёнными городам-героям Украины, — эти стенды заменили установленные здесь в 1982 году стелы, посвящённые городам-героям СССР.
По состоянию на август 2024 года два из десяти городов-героев Украины (Мариуполь и Волноваха) находятся под российской оккупацией.

## Атрибуты награды

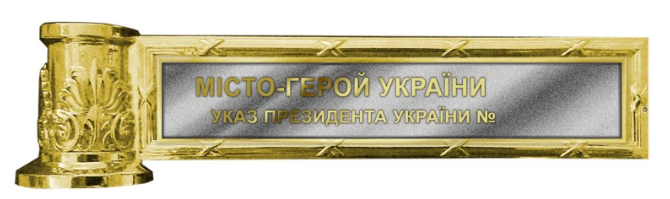
Образец наконечника древка.

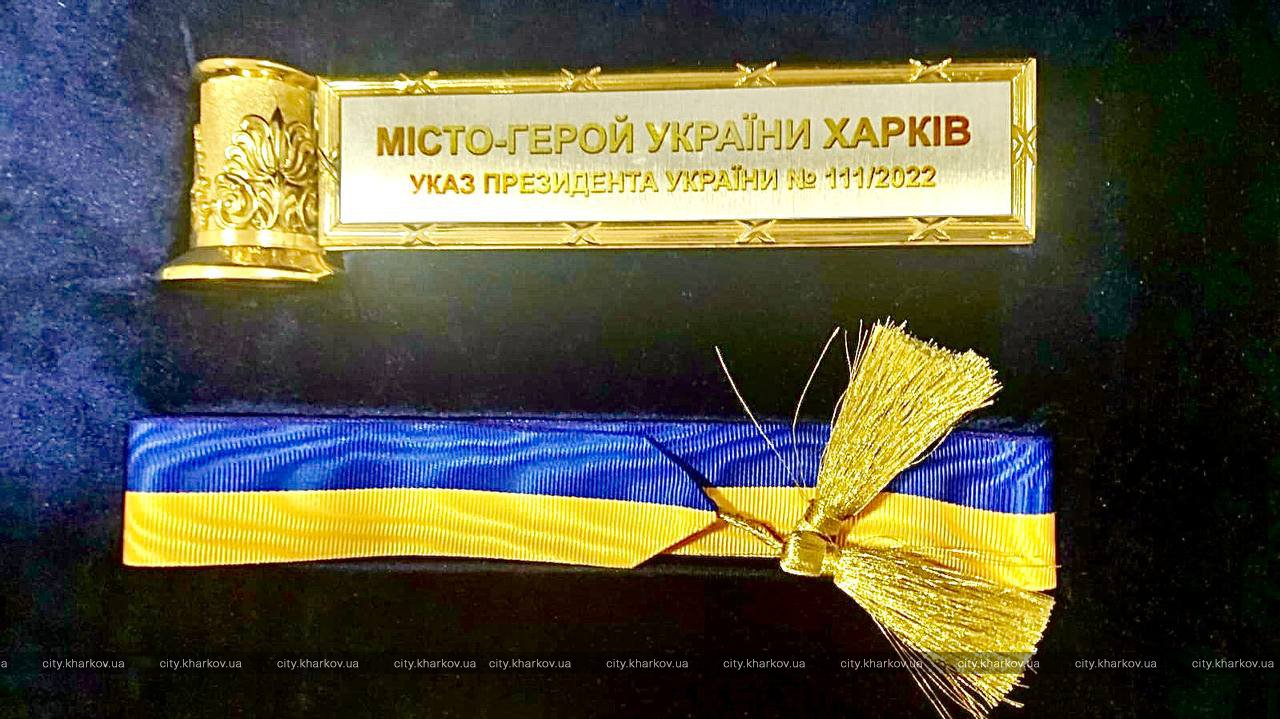
Символы города-героя Украины, выданные Харькову.

Городу, которому присвоена почетная награда, вручаются атрибуты отличия — наконечник древка флага населенного пункта и лента почетного знака отличия.
Основание верхушки древка изготавливается из медных сплавов с гальваническим покрытием в форме цилиндра, украшенного рельефным растительным орнаментом с припаянной к нему прямоугольной пластиной. На пластине рельефные надписи: «МІСТО-ГЕРОЙ УКРАЇНИ________________________» и «УКАЗ ПРЕЗИДЕНТА УКРАЇНИ № _________».
Высота цилиндра 44 мм, диаметр — 39 мм. Ширина пластины 36 мм, длина — 144 мм.
Лента почетного знака изготавливается из муара, с полосками синего и желтого цветов. Ширина ленты 28 мм, ширина каждой полоски 14 мм. Длина ленты 2500 мм. Концы ленты украшены золотистыми кистями.
Наконечник размещается на древке флага городского населенного пункта между полотнищем и верхушкой, лента почетного отличия крепится ниже.
Флаг городского населенного пункта с почетным знаком отличия размещается на видном месте в зале заседаний городского (поселкового) совета или в рабочем кабинете городского (поселкового) главы.